# Comuna Velîka Andrusivka, Svitlovodsk
Velîka Andrusivka (în ucraineană Велика Андрусівка) este o comună în raionul Svitlovodsk, regiunea Kirovohrad, Ucraina, formată din satele Illicivka, Kalantaiiv, Snijkova Balka și Velîka Andrusivka (reședința).

## Demografie
Componența lingvistică a comunei Velîka Andrusivka
     Ucraineană (94,16%)
     Rusă (5,38%)
     Alte limbi (0,23%)
Conform recensământului din 2001, majoritatea populației comunei Velîka Andrusivka era vorbitoare de ucraineană (94,16%), existând în minoritate și vorbitori de rusă (5,38%).